# Tàngara verd-i-negra
La tàngara verd-i-negra (Tangara labradorides) és un ocell de la família dels tràupids (Thraupidae).

## Hàbitat i distribució
Habita la selva pluvial, clars i vegetació secundària dels Andes de l'oest de Colòmbia, oest i est de l'Equador i nord del Perú.